# Yvette (film 1928)
Yvette  è un film muto del 1928 diretto da Alberto Cavalcanti. È uno degli adattamenti cinematografici della novella Yvette di Guy de Maupassant pubblicata nel 1884. Fu il film d'esordio per Blanche Bernis che, qualche anno dopo, ebbe il ruolo di Diana Monti in Judex 34.

## Produzione
Il film fu prodotto dalla Néo-Film.

## Distribuzione
Venne distribuito da Les Films Armor.